# Julius Nyerere
Julius Kambarge Nyerere, tanzanijski protikolonialni aktivist, politik in politični teoretik, * 13. april 1922, Butiama, Tanganjika (zdaj Tanzanija), 14. oktober 1999, London, Združeno kraljestvo.
V Tanzaniji ga pogosto imenujejo s svalhilskih častnim imenom Mwalimu (učitelj) in ga opisujejo kot »očeta naroda«.

## Življenje

### Zgodnje življenje
Julius Kambarage Nyerere se je rodil 13. aprila 1922 v Butiami v Tanganjiki. Bil je sin Burita Nyerere -poglavarja majhne etnične skupine Zanaki, ki je imel kar 22 žena in 25 živorojenih otrok. Pri dvanajstih je začel s šolanjem, ki ga je kasneje nadaljeval na srednji šoli Tabora in univerzi Makerere v Kampali v Ugandi. Zaradi spreobrnitve v katolištvo je prevzel krstno ime Julius in poučeval na več rimskokatoliških šolah, med drugimi tudi na univerzi Makerere. Kasneje je nadaljeval z izobraževanjem na Univerzi v Edinburgu. S tem je postal prvi Tanganjičan, ki je študiral na britanski univerzi in drugi, ki je pridobil diplomo zunaj Afrike. Diplomiral je iz zgodovine in ekonomije leta 1952 in se zatem vrnil v Tanganjiko, da bi s pridobljenim znanjem poučeval.   

### Boj za neodvisnost Tanganjike
Po vrnitvi se je vse bolj začel zanimati za politično dogajanje. Z željo po emancipaciji se je pridružil Tanganjiški afriški zvezi in leta 1953 postal njen predsednik. Istega leta se je poročil z zaročenko Mario, ki mu jo je že v otroštvu izbral njegov oče. Kasneje je z njo dobil sina Andrewja. Leta 1954 je Tanganjiško afriško zvezo preoblikoval v bolj politično usmerjeno Tanganjiško afriško nacionalno zvezo (TANU – Tanganjika African National Union). Zaradi njegovih ukrepov se je organizacija začela zavzemati za brezkonflikne spremembe ter družbeno in rasno enakost. Zavračali in obsojali so vse oblike rasne in etične diskriminacije. 
V letih 1955 in 1956 je v New Yorku v imenu novonastale nacionalne zveze sodeloval na mnogih razpravah in seminarjih. To obdobje njegovega delovanja ga je zaznamovalo kot najpomembnejšega nacionalističnega predstavnika njegove države. Britanska administracija ga je imenovala za člana Tanganjiškega zakonodajnega sveta, vendar je leta 1957 vseeno odstopil v znak protesta proti počasnemu napredku k neodvisnosti. 
Zveza TANU je bila na volitvah leta 1958 navkljub osvojitvi velikega števila sedežev neuspešna. To se je spremenilo na naslednjih volitvah avgusta 1960, saj je zvezi uspelo osvojiti kar 70 od 71 sedežev. Tako je Nyerere 2. septembra 1960 postal predsednik. 9. decembra 1961 je Tanganjika dosegla neodvisnost. K dosegu neodvisnosti je ogromno pripomogel britanski guverner, Sir Richard Turnbull. Kmalu zatem, že januarja 1962, je Nyerere odstopil in pričel s pisanjem svojih opažanj o afriški enotnosti in vladi. 
Osredotočil se je tudi na pripravo republiške ustave. Eno od pomembnejših Nyererejevih del je bil članek z naslovom >>Ujamaa – Osnova za afriški socializem<<, ki je kasneje služil kot filozofska podlaga za Deklaracijo Arusha (1967).

### Predsednik republike in pozno življenje
9. decembra 1962 je bil izvoljen za predsednika nove republike Tanganjike. Leta 1964, po državnem udaru v Zanzibarju (in tudi poskusu državnega udara v sami Tanganjiki), je Nyerere začel pogajanja z voditelji v Zanzibarju. Prišli so do skupnega zaključka, da jih bo vključil v obstoječo vlado. Tako se je ustanovila Republika Tanzanija (združenje Tanganjike in Zanzibarja) in še istega leta je Nyerere postal njen predsednik.
Leta 1965 je bil ponovno izvoljen za predsednika ter na položaju ostal še tri zaporedne petletne mandate. Začel je uvajati sistem afriškega socializma in leta 1967 predstavil Arusha deklaracijo. Deklaracija je temeljila na enakopravni socialistični družbi, katere cilj je bil ekonomska samozadostnost in neodvisnost. Leta 1985 je odstopil s položaja predsednika in predal funkcijo svojemu nasledniku Aliju Hassanu Mwinyiju. Od osamosvojitve dalje je Nyerere vodil tudi edino politično stranko v Tanzaniji z imenom Chama Cha Mapinduzi (CCM).
Julius Kambarage Nyerere je umrl zaradi levkemije 14. oktobra 1999 v Londonu v Veliki Britaniji. 

## Politično delovanje in dela

### TAA in TANU
Leta 1953 je postal predsednik TAA oziroma Tanganjiške afriške združbe, nekdanje študentske skupine. Pod njegovim vodstvom se je TAA posvečala predvsem prizadevanju za neodvisnost Tanganjika izpod Britanske nadvlade. Zveza je počasi  začela dobivati vse večjo politično razsežnost in 7. julija 1954 jo je Nyerere TAA, s pomočjo Oscarja Kambone, spremenil v prvo nacionalistično politično stranko Tanganjike, imenovano tudi Afriška nacionalna zveza Tanganjika ali TANU. Glavni cilj stranke je bil tanganijška neodvisnost. Pri tem se je Nyerere močno zgledoval po znanem indijskem voditelju Mahatmu Gandhiji in njegovem pristopu borbe za neodvisnost z nenasilnimi protesti.

### Deklaracija iz Arushe in Ujammaa
Deklaracija iz Arushe, ki je temeljila na sistemu afriškega socializma, je bila je 5. februarja 1967 vključena v ustavo Republike Tanzanije.
Osrednji del deklaracije je predstavljala Nyererejeva ideologija Ujamaa (beseda pomeni skupnost ali družino). To je bil program, s katerim naj bi Tanzanija dosegla gospodarsko, politično in ekonomsko samozadostnost. Osnova zanjo je bil odmik od urbanizacije, ki jo je povzročil evropski kolonializem ter ponovna vzpostavitev tradicionalne predkolonialne afriške družbe. S tem bi se vzpostavilo medsebojno spoštovanje in vrnitev ljudi k ustaljenemu, moralnemu načinu življenja. Glavni način za uresničitev slednjega pa je bila preselitev ljudi iz mest v novonastale vasi na podeželju. Tako je Nyerere v sedemdesetih letih 20. stoletja organiziral preselitev 80% prebivalstva v 7700 vasi. Gre za kmetijsko in gospodarsko sodelovanje (tudi z uvedbo državnega lastništva bank) ter rasno in plemensko enakost. Z ekonomskega vidika s tem vsak dela za skupino in zase. Gre za t.im. afriški socializem, ki je temeljil na naslednjih načelih:
1. Enakomerno porazdeljeno delo in enakopravni odnosi (ni izkoriščanja),
2. Pravična porazdelitev virov
3. Enakost in spoštovanje človekovega dostojanstva.

Podobno je v deklaraciji Nyrere uveljavil tudi filozofsko idejo na področju izobraževanja, ki naj bi bilo svobodno, univerzalno in vseživljenjsko. 
Na osnovi njegove filozofije in idejne zasnove, opredeljene v delu Ujamaa, je najbolj znana njegova misel: ''Noben narod nima pravice odločati namesto drugega naroda; nobeni ljudje za druge ljudi.''

### Dela
- Ujamaa-Essays on Socialism by Julius Nyerere, Oxford University Press, USA, September 1971

- Freedom and Socialism / Uhuru Na Ujamaa: A Selection from Writings and Speeches, 1965-1967 by Julius Nyerere, založba: Oxford University Press, izdaja: January 1968

- Freedom and Development/Uhuru Na Maendeleo: A Selection from Writings and Speeches, 1968-1973, by Julius Nyerere, publisher: Oxford University Press, USA, release: April 1974

- Crusade for liberation by Julius Nyerere, publisher: Oxford University Press, Incorporated, release date: October 1979

- Our Leadership and the Destiny of Tanzania by Julius Nyerere, publisher: Zimbabwe Publishing House, release date: January 1995

### Omembe v slovenščini
- Sandra Škrlec: Vzhodna Afrika po letu 1918: diplomsko delo, Maribor, 2016

- Simon Rubin: Afrika: posledice kolonizacije in dekolonizacije: diplomsko delo, Maribor 2016

- Aleksander Vojičić: Mednarodnopravna problematika sukcesije s posebnim ozirom na nasledstvo držav glede pogodb: diplomsko delo, Maribor 2013